# Karl-Wilhelm Weeber

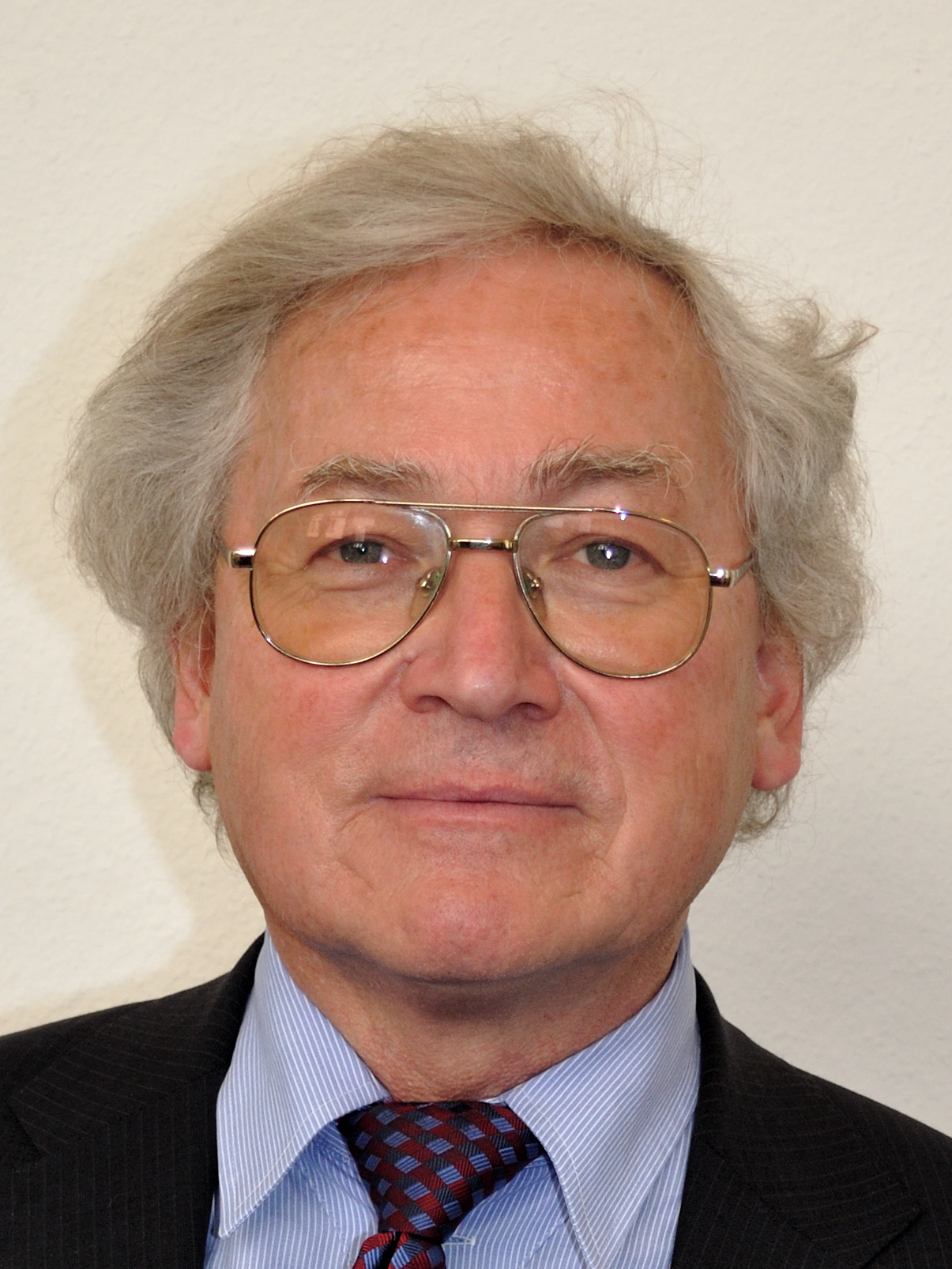
Karl-Wilhelm Weeber beim Bundeskongress des Deutschen Altphilologenverbandes 2010 in Freiburg im Breisgau.

Karl-Wilhelm Weeber (* 13. Mai 1950 in Witten) ist ein deutscher Gymnasiallehrer, Klassischer Philologe und Althistoriker.

## Leben
Weeber studierte Klassische Philologie, Geschichte, Etruskologie und Archäologie an der Universität Bochum und in Rom. Im Jahre 1977 wurde er mit einer Arbeit über das vierte Buch des römischen Dichters Properz promoviert. Im Anschluss ging Weeber in den Schuldienst; er leitete als Oberstudiendirektor bis zum 31. August 2010 das Wilhelm-Dörpfeld-Gymnasium in Wuppertal. Zudem ist er Lehrbeauftragter für die Didaktik der Alten Sprachen an der Universität Bochum und Honorarprofessor für Alte Geschichte an der Bergischen Universität Wuppertal. Mehrere Jahre war er Fachleiter für Latein am Studienseminar Düsseldorf.
Weeber arbeitet vor allem zur Kulturgeschichte der Antike. Seine Veröffentlichungen versuchen, die Gegenwartsrelevanz der Antike aufzuzeigen. Weeber ist bemüht, einem Publikum, dem der breite Zugang zu den Originaltexten der griechisch-römischen Antike schwerfällt oder ganz verstellt ist, diesen im populärwissenschaftlichen Sinne durch einen anschaulichen und gegenwartsnahen Sprachstil nahezubringen. Weeber analysiert im Bezug auf die Antike auch moderne Begriffe und aktuelle Themen, wie  z. B. Umweltschutz (Smog über Attika. Umweltverhalten im Altertum. 1990) und Sportethik (Die unheiligen Spiele. Das antike Olympia zwischen Legende und Wirklichkeit. 1991). Sein Nachschlagewerk Alltag im alten Rom. [Das Stadtleben.] Ein Lexikon. (1995 u. ö.) ist ein bekanntes Lexikon zum antiken Alltagsleben im deutschsprachigen Kulturraum.
Einem breiteren Publikum wurde Weeber durch Fernsehauftritte bekannt. 2012 assistierte er Moderator Matthias Opdenhövel bei der ARD-Show Brot und Spiele als Römer-Experte und gab Einblicke in den Alltag und die Lebenskultur vor 2000 Jahren. Seine Bücher erschienen zum Teil auch unter den Schreibweisen Carl Wilhelm Weber und Carl W. Weber.

## Schriften
(Auswahl; in alphabetischer Reihenfolge)
- Alltag im Alten Rom. Das Landleben. Ein Lexikon. Artemis & Winkler, Zürich 2000, ISBN 3-7608-1963-X
- Alltag im alten Rom. [Das Stadtleben.] Ein Lexikon. Artemis & Winkler, Zürich 1995, ISBN 3-7608-1091-8
- Athen. Aufstieg und Größe des antiken Stadtstaates, Econ, Düsseldorf u. Wien 1979 (Erstausgabe), ISBN 3-430-19537-3
- Baden, spielen, lachen. Wie die Römer ihre Freizeit verbrachten. Primus, Darmstadt 2007 (= Geschichte erzählt: Bd. 9), ISBN 978-3896783462
- Decius war hier … Das beste aus der römischen Graffiti-Szene. Artemis & Winkler, Zürich 1996 (Antike Aktuell), ISBN 3-7608-1131-0
- Der Circus Maximus ist ihr Tempel. Sport und Sportstätten im Alten Rom. C.C.Buchner, Bamberg 2020, ISBN 978-3-7661-5480-4
- Die Spartaner. Enthüllung einer Legende. Econ, Düsseldorf u. Wien 1977 (Erstausgabe), ISBN 3-430-19536-5
- Die Straßen von Rom. Lebensadern einer antiken Großstadt. wbg Theiss, Darmstadt 2021, ISBN 978-3-8062-4303-1
- Die unheiligen Spiele. Das antike Olympia zwischen Legende und Wirklichkeit. Artemis & Winkler, Zürich 1991, ISBN 3-7608-1059-4
- Diogenes. Die Gedanken und Taten des frechsten und ungewöhnlichsten aller griechischen Philosophen. Nymphenburger in der F. A. Herbig Verlagsbuchhandlung GmbH, München 1987 (4. Aufl. 2003), ISBN 3-485-00890-7
- Geschichte der Etrusker. Kohlhammer, Stuttgart et al. 1997, ISBN 3-7608-1093-4
- Hellas sei Dank! Was Europa den Griechen schuldet. Siedler, München 2012, ISBN 978-3-8275-0009-0
- Humor in der Antike. von Zabern, Mainz 1991 (Kulturgeschichte der Antiken Welt), ISBN 3-8053-1246-6
- Latein – da geht noch was! Rückenwind für Caesar & Co. Theiss, Darmstadt 2016, ISBN 9783806233414
- Latin reloaded. Von wegen Denglisch – alles nur Latein! Primus, Darmstadt 2011, ISBN 978-3-89678-751-4
- Luxus im Alten Rom. Die öffentliche Pracht. Primus, Darmstadt 2006 ISBN 3-89678-296-7
- Luxus im alten Rom. Die Schwelgerei, das süße Gift … Primus, Darmstadt 2003, ISBN 3-89678-239-8
- Mit dem Latein am Ende?. Vandenhoeck & Ruprecht, Göttingen 1998, ISBN 3-525-34003-6
- Musen am Telefon. Warum wir alle wie die alten Griechen sprechen, ohne es zu wissen. Darmstadt: Primus, 2008. ISBN 978-3-89678-359-2
- Nachtleben im alten Rom. Primus, Darmstadt 2004, ISBN 3-89678-256-8
- Panem et circenses. Massenunterhaltung als Politik im antiken Rom. Econ, Düsseldorf 1983, ISBN 3-430-19538-1; Neuauflage 1994: von Zabern, Mainz 1994 (Sonderhefte der Antiken Welt/Zaberns Bildbände zur Archäologie. Bd. 15), ISBN 3-8053-1580-5
- Perikles. Das goldene Zeitalter von Athen. List, München 1992, ISBN 3-471-79146-9, (List Bibliothek)
- Romdeutsch. Warum wir alle Lateinisch reden, ohne es zu wissen. Eichborn, Frankfurt am Main 2006 (Die andere Bibliothek Bd. 249), ISBN 3-8218-4543-0
- Rom sei Dank! Warum wir alle Caesars Erben sind. Eichborn, Frankfurt am Main 2010 (Die andere Bibliothek, Bd. 312), ISBN 978-3-8218-4775-7
- Schlag nach bei Cäsar. Das passende lateinische Zitat für alle Fälle. Nymphenburger, München 2002, ISBN 3-485-00911-3
- Smog über Attika. Umweltverhalten im Altertum. Artemis & Winkler, Zürich 1990, ISBN 3-7608-1026-8
- Spectaculum. Die Erfindung der Show im antiken Rom. Herder, Freiburg 2019, ISBN 978-3-451-38174-4
- Wahlkampf im alten Rom. Patmos, Düsseldorf 2007, ISBN 3-491-35008-5
- Wie Julius Caesar in die Fanmeile kam. Der etwas andere Einstieg ins Lateinische. Herder, Freiburg 2009, ISBN 978-3-451-30203-9